# Machadinho
Machadinho is een gemeente in de Braziliaanse deelstaat Rio Grande do Sul. De gemeente telt 5.623 inwoners (schatting 2009).